# Пам'ятки історії Радивилівського району
У Радивилівському районі Рівненської області нараховується 62 пам'ятки історії.
| №  | Назва | Адреса                                                              |
| -- | --- | ------------------------------------------------------------------- |
| 1  | Пам'ятник воїнам-односельчанам                                                                                                  | с. Башарівка                                                        |
| 2  | Пам'ятник воїнам-односельчанам                                                                                                  | с. Березини                                                         |
| 3  | Пам'ятник воїнам-односельчанам                                                                                                  | с. Боратин                                                          |
| 4  | Пам'ятник воїнам-односельчанам                                                                                                  | с. Бригадирівка                                                     |
| 5  | Братська могила воїнів радянської армії і пам'ятник воїнам-односельчанам                                                        | с. Дружба                                                           |
| 6  | Пам'ятник воїнам-односельчанам                                                                                                  | с. Жовтневе                                                         |
| 7  | Пам'ятник воїнам-односельчанам                                                                                                  | с. Зарічне                                                          |
| 8  | Пам'ятник воїнам-односельчанам                                                                                                  | с. Іванівка                                                         |
| 9  | Пам'ятник воїнам-односельчанам                                                                                                  | с. Іващуки                                                          |
| 10 | Група братських могил воїнів радянської армії і жертв УБН                                                                       | с. Козин                                                            |
| 11 | Пам'ятник воїнам-односельчанам                                                                                                  | с. Козин                                                            |
| 12 | Пам'ятник воїнам-односельчанам і жертвам УБН                                                                                    | с. Коритне                                                          |
| 13 | Братська могила Таращанського полку і 4 могили радянських воїнів (група могил воїнів громадянської та Великої Вітчизняної воєн) | с. Крупець, громадське кладовище                                    |
| 14 | Військова ділянка на громадському кладовищі                                                                                     | с. Крупець                                                          |
| 15 | Пам'ятник воїнам-односельчанам                                                                                                  | с. Крупець                                                          |
| 16 | Пам'ятний знак на честь воїнів 13-ї армії                                                                                       | с. Лев'ятин                                                         |
| 17 | Братська могила воїнів радянської армії і пам'ятник воїнам-односельчанам                                                        | с. Митниця                                                          |
| 18 | Могила невідомого льотчика та пам'ятник воїнам-землякам                                                                         | с. Немирівка                                                        |
| 19 | Братська могила воїнів радянської армії і пам'ятник воїнам-односельчанам                                                        | с. Острів                                                           |
| 20 | Братська могила воїнів радянської армії                                                                                         | с. Пляшева                                                          |
| 21 | Братська могила жертв УБН | с. Підзамче                                                         |
| 22 | Могила Героя Радянського Союзу М. О. Четвертного                                                                                | с. Підзамче                                                         |
| 23 | Пам'ятник воїнам-односельчанам                                                                                                  | с. Підзамче                                                         |
| 24 | Братська могила воїнів радянської армії                                                                                         | с. Пустоіванне                                                      |
| 25 | Пам'ятник воїнам-односельчанам                                                                                                  | с. Рідків                                                           |
| 26 | Пам'ятник воїнам-односельчанам і жертвам УБН                                                                                    | с. Сестрятин                                                        |
| 27 | Братська могила радянських воїнів                                                                                               | с. Срібне                                                           |
| 28 | Пам'ятник воїнам-односельчанам і жертвам УБН                                                                                    | с. Ситне                                                            |
| 29 | Пам'ятник воїнам-односельчанам                                                                                                  | с. Теслугів                                                         |
| 30 | Пам'ятник воїнам-односельчанам                                                                                                  | с. Хотин                                                            |
| 31 | Кладовище воїнів радянської армії і жертв УБН                                                                                   | м. Радивилів, вул. Гвардійська                                      |
| 32 | Могила Героя Радянського Союзу О. І. Волковенка                                                                                 | м. Радивилів, сквер Героїв                                          |
| 33 | Могила Героя Радянського Союзу П. Г. Стрижака                                                                                   | м. Радивилів, сквер Героїв                                          |
| 34 | Могила Героя Радянського Союзу А. В. Демехіна                                                                                   | м. Радивилів, сквер Героїв                                          |
| 35 | Могила Героя Радянського Союзу Н. Д. Маркелова                                                                                  | м. Радивилів, сквер Героїв                                          |
| 36 | Пам'ятник воїнам радянської армії                                                                                               | м. Радивилів, вул. О. Невського (кол. Ворошилова), 21               |
| 37 | Братська могила польських воїнів                                                                                                | м. Радивилів, міське кладовище                                      |
| 38 | Могили російських воїнів | с. Хотин, міське кладовище                                          |
| 39 | Братська могила воїнів УПА | м. Радивилів, кладовище                                             |
| 40 | Братська могила воїнів російської армії                                                                                         | с. Пляшева, 2 км на північний схід від заповідника                  |
| 41 | Пам'ятник воїнам-землякам | с. Пустоіванне, біля приміщення сільради                            |
| 42 | Братська могила льотчиків радянської армії                                                                                      | с. Сестрятин, біля приміщення школи                                 |
| 43 | Могили воїнів російської армії                                                                                                  | с. Теслугів, біля церкви                                            |
| 44 | Братська могила воїнів російської армії                                                                                         | с. Хотин, біля церкви                                               |
| 45 | Братська могила радянських воїнів                                                                                               | с. Пустоіванне, на громадському кладовищі                           |
| 46 | Місце страйку залізничників | м. Радивилів                                                        |
| 47 | Пам'ятник воїнам-землякам | с. Михайлівка                                                       |
| 48 | Пам'ятник воїнам-землякам | с. Бугаївка                                                         |
| 49 | Братська могила бійців УНР | м. Радивилів, громадське кладовище                                  |
| 50 | Братська могила учасників польського повстання                                                                                  | м. Радивилів, півд.-сх. частина громадського кладовища              |
| 51 | Братська могила воїнів рад. армії                                                                                               | с. Бригадирівка, півд.-зах. частина кладовища                       |
| 52 | Місце розстрілів громадян єврейської національності фашистськими окупантами                                                     | с. Гранівка, півн.-зах. околиця села                                |
| 53 | Пам'ятник воїнам-землякам | с. Добривода, в центрі                                              |
| 54 | Братська могила воїнів російської армії                                                                                         | с. Довгалівка, біля приміщення школи                                |
| 55 | Пам'ятник воїнам-землякам | с. Довгалівка, біля приміщення школи                                |
| 56 | Могила воїнів російської армії                                                                                                  | с. Зарічне, 1 км на зах., колишній хутір Тарнавка                   |
| 57 | Могила воїна радянської армії Степанова П. С.                                                                                   | с. Михайлівка, півн.-сх. частина громадського кладовища             |
| 58 | Братські могили воїнів радянської армії                                                                                         | с. Підзамче, півд.-зах. та півд.-сх. частина громадського кладовища |
| 59 | Братська могила воїнів російської армії                                                                                         | м. Радивилів, північна частина громадського кладовища               |
| 60 | Братська могила російських воїнів                                                                                               | с. Батьків, в центрі                                                |
| 61 | Пам'ятна дошка жертвам фашистського нацизму (євреям)                                                                            | м. Радивилів                                                        |
| 62 | Пам'ятник на братській могилі загиблим під час бою з НКВД                                                                       | с. Пляшева, на цвинтарі                                             |